# Sigy-en-Bray
Sigy-en-Bray är en kommun i departementet Seine-Maritime i regionen Normandie i norra Frankrike. Kommunen ligger i kantonen Argueil som tillhör arrondissementet Dieppe. År 2022 hade Sigy-en-Bray 487 invånare.

## Befolkningsutveckling
Antalet invånare i kommunen Sigy-en-Bray
| Referens: INSEE |